# Filip Prpic
Filip Prpic, född 26 maj 1982 i Helsingborg, är en svensk före detta tennisspelare.

## Karriär
Den 31 juli 2005 vann Prpic en Challenger-tävling i Valladolid efter att ha besegrat taiwanesen Wang Yeu-tzuoo i finalen. Den 29 april 2006 tog han sin andra Challenger-titel efter att finalbesegrat Jo-Wilfried Tsonga på Lanzarote.
I oktober 2007 tog Prpic sin första seger på ATP-touren då han besegrade Óscar Hernández i den första omgången av Stockholm Open 2007.
I februari 2012 gjorde han sin Davis Cup-debut för Sverige. Det blev en 4–1-förlust för Sverige mot Serbien och Prpic förlorade sina två matcher mot Janko Tipsarević och Dušan Lajović.